# Nanexila lutea
Nanexila lutea är en tvåvingeart som beskrevs av White 1915. Nanexila lutea ingår i släktet Nanexila och familjen stilettflugor. Inga underarter finns listade i Catalogue of Life.